# آرنولد تسوایگ
آرنولد تسوایگ (آلمانی: Arnold Zweig؛ ۱۰ نوامبر ۱۸۸۷ – ۲۶ نوامبر ۱۹۶۸) یک رمان‌نویس اهل آلمان بود.